# Charles Noguès
Auguste Paul Charles Albert Noguès (Monléon-Magnoac, 13 agosto 1876 – Parigi, 20 aprile 1971) è stato un generale francese della seconda guerra mondiale. Nel 1942 fu residente generale di Francia in Marocco.

## Biografia
Figlio di un contadino degli Alti Pirenei, fu ammesso all'École polytechnique nel 1897.
Nel 1921 sposò Suzanne Laurence Delcassé, figlia di Théophile Delcassé.
Ufficiale di artiglieria, trascorse gran parte della sua carriera in Nord Africa dove, dal 1912, fu chiamato al gabinetto di Hubert Lyautey. Dopo la prima guerra mondiale, terminata alla testa del 17 reggimento di artiglieria, ricoprì vari incarichi nel gabinetto Millerand, poi tornò in Africa nel 1924, prese parte alla campagna del Rif e divenne direttore degli affari indigeni a Rabat nel 1927.

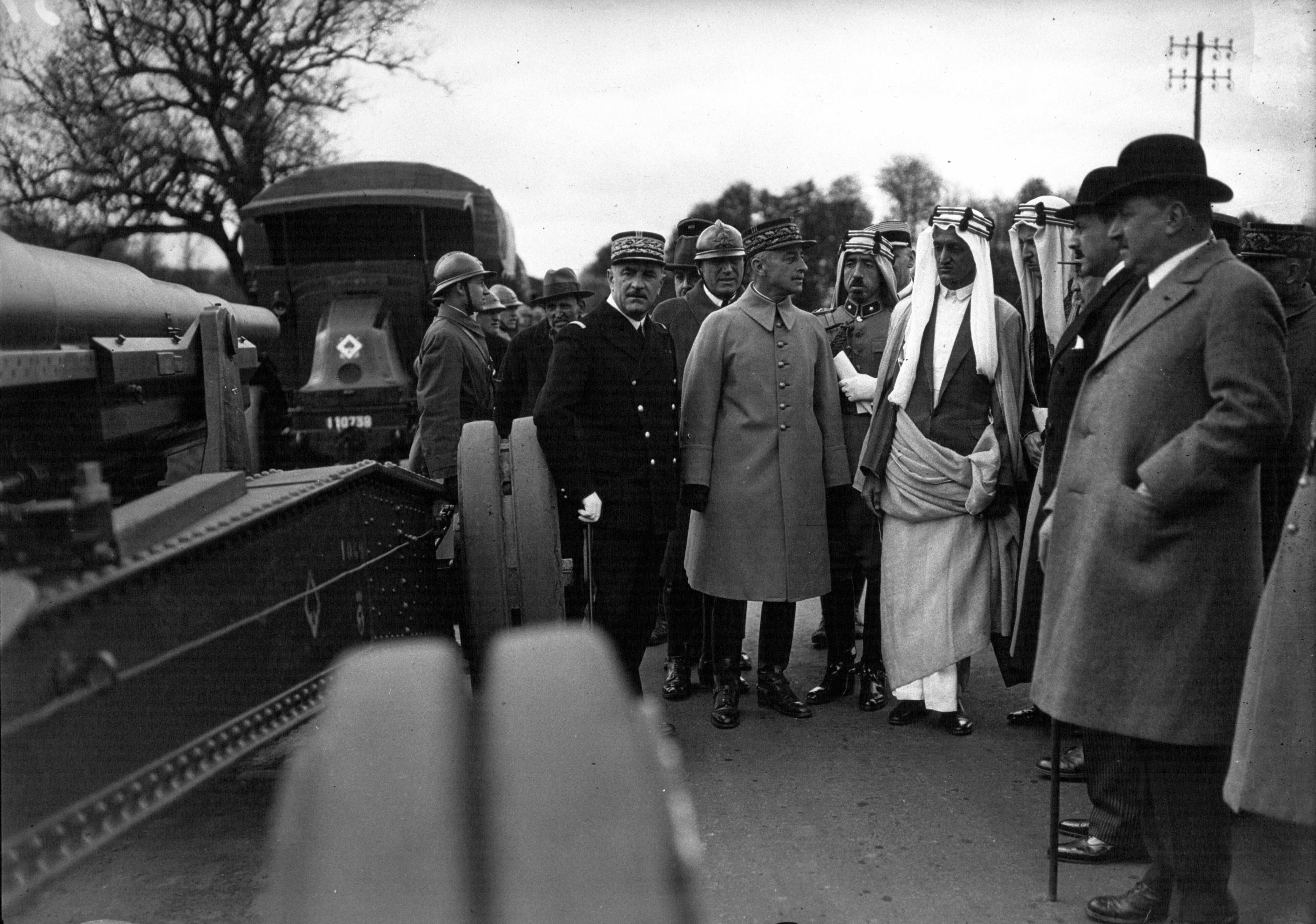
Nel 1932, il generale Noguès (al centro), al comando della 10ª divisione di fanteria, mostra all'emiro Fayçal ben Abdelaziz Al Saud il campo di Satory.

Fu promosso generale di brigata il 2 giugno 1927, poi generale di divisione il 29 ottobre 1930, e infine elevato al grado e al titolo di generale di corpo d'armata il 1º maggio 1933.
Fu nominato Comandante della Legion d'onore il 25 settembre 1925, poi Grande Ufficiale, poi Gran Croce nel 1939, titolo conferito dal Presidente Albert Lebrun.
Nel 1933 divenne comandante del 19º corpo d'armata ad Algeri, quindi nel 1936 assunse l'incarico di generale residente del protettorato del Marocco. Il grado e il titolo di generale d'armata gli furono conferiti il 17 marzo 1936. Nel 1939 assunse le funzioni di comandante in capo del teatro di operazioni nordafricano.
L'annuncio dell'armistizio, il 17 giugno 1940, da parte del governo francese rifugiatosi a Bordeaux, stupì Noguès, il quale il giorno successivo informò il maresciallo Pétain  della sua decisione di continuare la lotta in Nord Africa. Georges Le Beau, governatore generale dell'Algeria, e Marcel Peyrouton, generale residente in Tunisia, sostennero lo spirito combattivo del generale Noguès . Il generale Paul Legentilhomme dalla Somalia francese e il generale Eugène Mittelhauser, comandante in capo del teatro delle operazioni del Mediterraneo orientale, sostennero anch'essi la continuazione della lotta.
Anche Léon Cayla, Governatore Generale dell'Africa Occidentale Francese, e Richard Brunot, Alto Commissario in Camerun dal 1938, fornirono il loro sostegno a Noguès. Per gli inglesi, che non avevano più fiducia in Pétain, il generale Noguès sembrava quindi essere l'uomo adatto per continuare la lotta. Questo il senso del messaggio del generale Liddell, governatore di Gibilterra, al comandante in capo del teatro delle operazioni nordafricano. Il 19 giugno 1940, un giorno dopo il suo appello da Londra a continuare la lotta contro i tedeschi, il generale de Gaulle inviò un messaggio al generale Noguès perché si mettesse ai suoi ordini.
Di fronte al silenzio di Noguès, il 24 giugno 1940 ribadì la sua fedeltà al comandante in capo del teatro delle operazioni nordafricano, proponendogli di diventare il capo della resistenza nazionale all'interno del futuro Comitato nazionale francese.
Ma il generale Noguès subordinava la continuazione della lotta allo status del Nord Africa, e più in generale dell'Impero, nelle clausole dell'armistizio. Tuttavia, poiché le clausole dell'armistizio del 22 giugno 1940 non toccavano né la flotta né l'Impero, il desiderio di resistenza di Noguès si estinse. Il generale scelse il legalismo e condannò allora la disobbedienza di de Gaulle. Rifiutò di ricevere la missione britannica guidata da Alfred Duff-Cooper e Lord Gort. Allo stesso modo, considerò che i deputati, passeggeri del transatlantico Massilia, giunti a Casablanca il 24 giugno 1940, fossero privi di mandato, e mise agli arresti domiciliari Jean Zay e Georges Mandel.
Fu decorato con l'Ordine della francisca dalle autorità di Vichy.
Proibendo ogni dissidenza in Marocco, applicò le istruzioni governative di resistenza allo sbarco alleato dell'8 novembre 1942, fino alla conclusione tre giorni dopo del cessate il fuoco ordinato dall'ammiraglio Darlan. Minimizzerà la sua resistenza, e giustificherà la sua posizione durante lo sbarco, in una lettera, dicendo di aver ricevuto da Vichy ordini più severi che non aveva però eseguito.

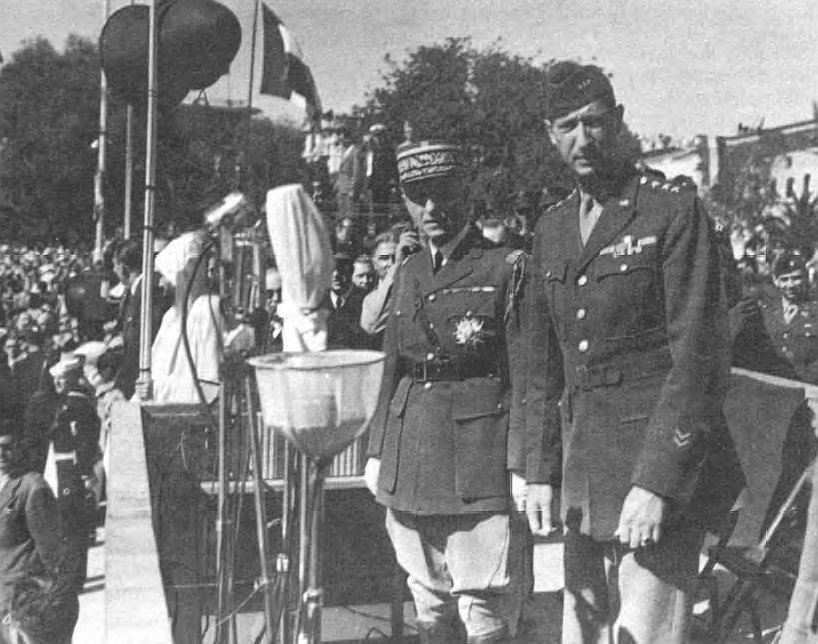
Noguès (a sinistra) con il tenente generale Mark W. Clark a Casablanca il 9 maggio 1943, durante una cerimonia di presentazione di armamenti alle forze francesi.

Noguès fu, con il generale Giraud, tra i responsabili dell'esecuzione sommaria di Fernand Bonnier de La Chapelle il 26 in seguito all'assassinio dell'ammiraglio François Darlan. Nel giugno 1943 si dimise da generale residente di Francia in Marocco; sostituito da Gabriel Puaux, si ritirò in Portogallo.
Condannato in contumacia all'indegnità nazionale e a 20 anni di lavori forzati nel 1947, Charles Noguès tornò in Francia nel giugno 1954 per costituirsi. Fu giudicato nell'ottobre 1956 dall'Alta Corte di giustizia che non ravvisò il reato di intelligenza col nemico (che avrebbe comportato una condanna penale), ma l'attentato alla sicurezza esterna dello Stato, pena correzionale prescrivibile cinque anni dopo condanna. Fu condannato all'indegnità nazionale, poi immediatamente sollevato da questa pena, l'Alta Corte ritenendo opportuno tener conto della sua preoccupazione di preservare il Marocco dalle reazioni tedesche, che avrebbero potuto essere "le più pericolose". L'Alta Corte ritenne inoltre in suo favore che egli si applicò, durante il suo mandato in Marocco, a arruolare elementi nell'esercito francese clandestino, elementi che furono utili per contribuire alla resurrezione nazionale.
Tornò quindi in Portogallo. Nel 1955 il governo di Edgar Faure si avvalse della sua influenza per dirimere il problema del ritorno in Marocco del sultano Mohammed V.

## Elenco delle decorazioni
Fu nominato Gran Croce della Legion d'onore il 26 giugno 1939 .
- Croix de guerre 1914-1918 (Francia) (6 citazioni)
- Croix de Guerre des Theatres d'Operations Exterieurs (3 citazioni)
- Médaille coloniale
- Medaglia interalleata della vittoria
- Ordine delle Palme accademiche
- Ufficiale dell'Ordine di Nīshān al-Iftikār
- Grande ufficiale dell'ordine di Ouissam Alaouite
- Ordine della francisca
- Ufficiale dell'Ordine della Corona (Belgio)
- Croix de guerre 1914-1918 (Belgio)
- Commendatore dell'Ordine dell'Aquila bianca (Serbia)